# Oskar Rühm
Friedrich Oskar Adolf Rühm (* 3. März 1854 in Hengelbach/Paulinzella; † Sommer 1934 in Hiltpoltstein) war ein deutscher Bildhauer.

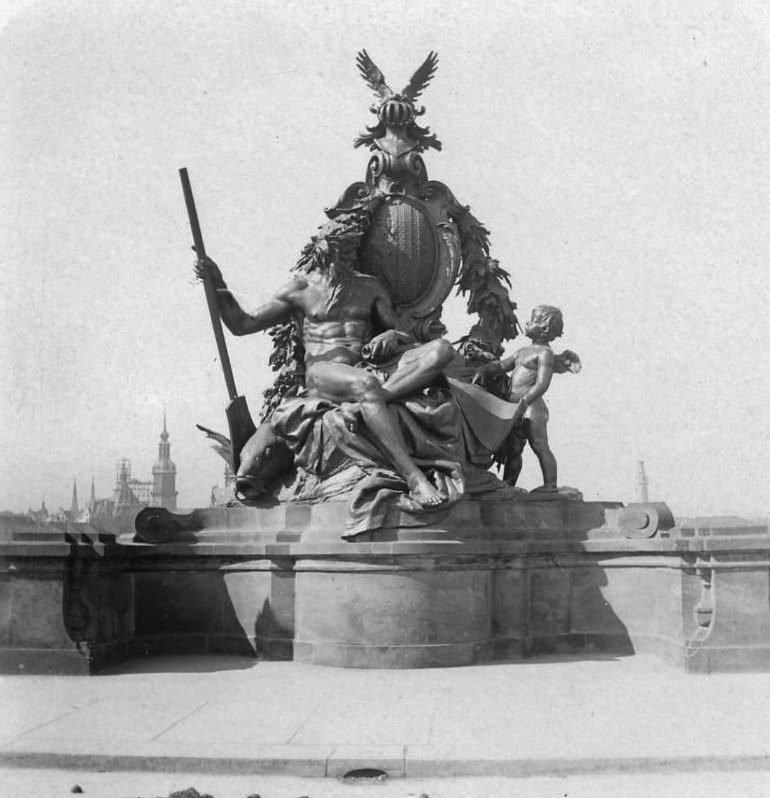
Flussgott Elbe an der ersten Carolabrücke in Dresden

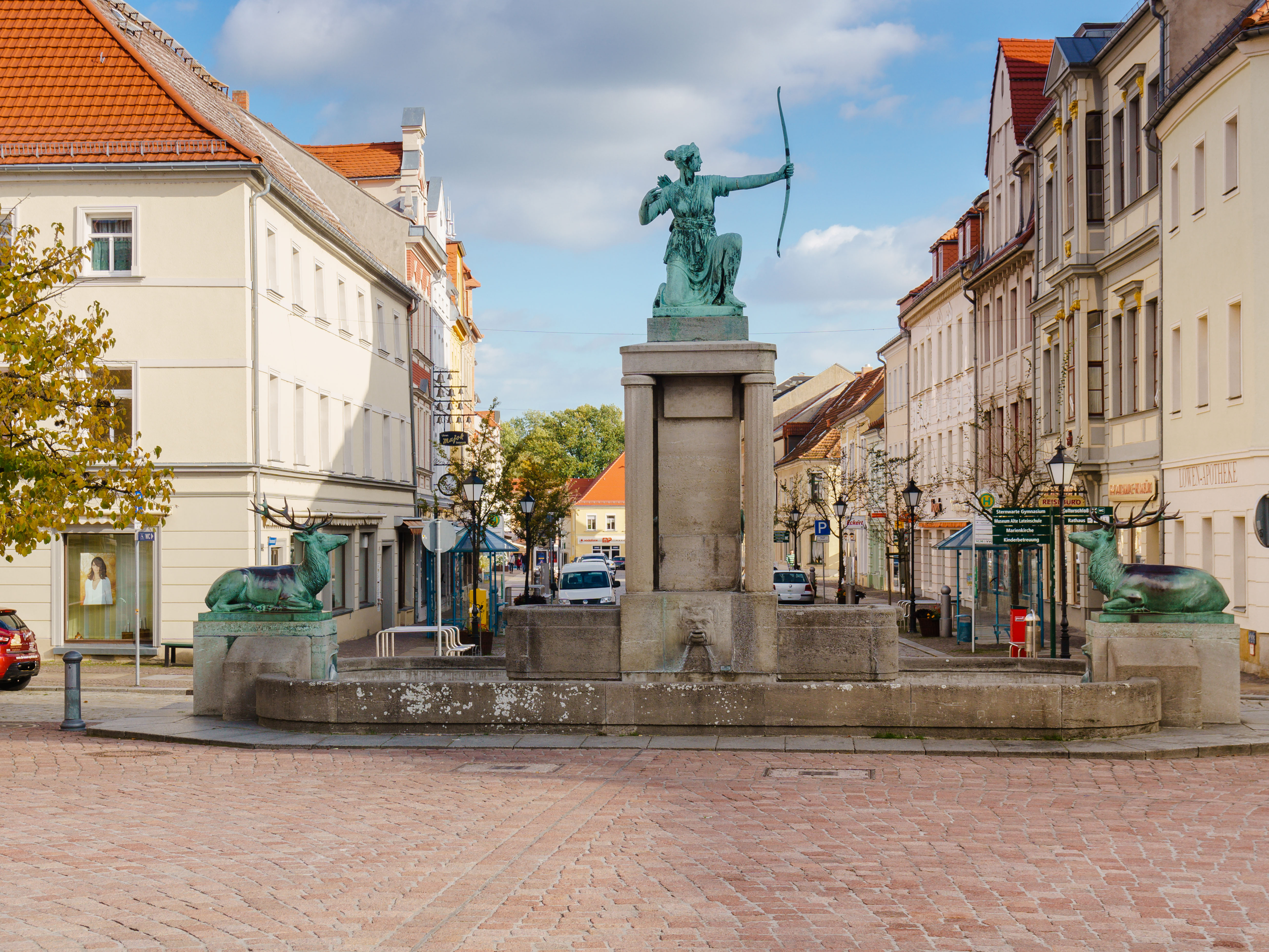
Dianabrunnen in Großenhain

## Leben
Rühm war um 1879 Schüler der Kunstschule in Nürnberg, danach studierte er von 1880 bis 1884 an der Kunstakademie Dresden und war Meisterschüler bei Johannes Schilling. Im Jahr 1914 wurde er zum Ehrenprofessor der Kunstakademie ernannt. Er wohnte in der Elisenstraße 28, später in Blasewitz. Um 1921 erfolgte der Umzug nach Hiltpoltstein bei Erlangen.

## Werke (Auswahl)
- 1888: Skulpturengruppe Die Elbe auf dem zweiten Landpfeiler der Neustädter Seite der ersten Carolabrücke in Dresden, allegorische Figur Flussgott Elbe
- 1888: Schäfermädchen. Gipsfigur, Kunstausstellung in Dresden
- 1898: Kandellaberreliefs, Altmarkt, Dresden
- 1900: Marmorbüste von Constantin Lipsius, Ausstellungsgebäude der Akademie auf der Brühlschen Terrasse
- 1903: Entwurf Bismarck-Denkmal Dresden
- 1905: Figuren Standhaftigkeit, Jagd, Schifffahrt für das Ständehaus in Dresden
- 1909: Nachbildung und Rekonstruktion der Nike des Paionios in Olympia[3]
- 1912: Dianabrunnen in Großenhain, Figuren und Medaillons nach Entwürfen von Baurat Schleinitz